# Marco Pollini
Marco Pollini (Verona, 22 novembre 1973) è un regista, sceneggiatore e produttore cinematografico italiano. Fondatore della casa di produzione cinematografica Ahora! Film di Verona.

## Biografia
Regista e produttore veronese, inizia come produttore discografico nel 1999, producendo molti brani e video musicali girati in Italia, Stati Uniti e Sud America, prediligendo la Dance, Latino e Chill Out, di vari artisti tra cui Marie Claire D'Ubaldo, Lola Ponce, Corona, Fatblock, Nick Sushi, Tempo Rei, Fatman Scoop, Gerardina Trovato, Federico Poggipollini, Riccardo Polidoro e tanti altri.
Nel 2013 gira il documentario La Playa, una co-produzione italo-colombiana che racconta la storia di alcuni bambini di una zona povera di Barranquilla, mentre nel 2015 esordisce nel lungometraggio con Le badanti, che partecipa al Miami Italian Film Festival e al Bucaramca Film Festival in Colombia. Nel 2017 scrive e dirige Moda mia, film girato in Sardegna. I suoi lavori prediligono temi sociali, il racconto degli emarginati dalla società.
Nel giugno 2018 scrive il suo primo libro, Come fare un film indipendente e uscirne vivi. Diario di bordo di Moda mia,.
Nel 2019 esce nelle sale Pop Black Posta, un thriller psicologico con protagonista Antonia Truppo.
Nel gennaio 2020 esce Una storia d'arte, film scritto da Gianfranco De Muri.
Il 6 maggio 2021 è uscito il suo primo romanzo, L'oratore, per Santelli Editore.
Nel 2022 dirige La Grande Guerra del Salento, che raggiunge la top 10 del Box Office Cinema Italia.
Nel 2023 produce e distribuisce il film La Fortuna è in un altro biscotto, girato interamente in Liguria con un cast tecnico ed artistico ligure e attori che fanno parte del vivaio del Teatro Stabile di Genova.

## Libri
- Come fare un film indipendente e uscirne vivi. Diario di bordo di Moda mia, Falsopiano Editore(2018), Alessandria
- L'oratore, Santelli editore (2021), Cinisello Balsamo (MI), ISBN 97888-9292-0187

## Filmografia

### Regista
- La Playa - documentario (2013)
- Le badanti (2015)
- Moda mia (2017)
- Pop Black Posta (2019)
- Villa Bella (2019)
- Una storia d'arte (2020)
- The Fashion Lover (2020)
- La Grande Guerra del Salento (2022)
- L'Oratore(2024)
- Love wins any war (2025)